# لاگرانج (اجتماع)، ویسکانسین
لاگرانج (به انگلیسی: La Grange) یک منطقهٔ مسکونی در ایالات متحده آمریکا است که در La Grange واقع شده‌است. لاگرانج ۲۸۵٫۹۱ متر بالاتر از سطح دریا واقع شده‌است.